# Oliver Zahle
Oliver Zahle (født 24. marts 1969 i København) er en dansk komiker, satiriker, filminstruktør, tv/radio vært, musiker, foredragsholder, forfatter og manuskriptforfatter.
Han har medvirket til Børneradio og Selvsving, to tv-programmer med Mikael Bertelsen, og så har han instrueret flere film. Han har skrevet otte bøger, senest tre bøger om detektiven Spiloppo.
Han har modtaget flere priser – også internationale – for sit arbejde inden for TV, film og radio. Bl.a. Prix de Jeunesse og Nordisk Råds Mediepris.

## Karriere
Zahle, der er oldebarn af statsminister Carl Theodor Zahle (1866–1946), begyndte i 1991 som vært på DR P3's Børneradio, og stod 1996–1997 bag DR's populære satireprogram Selvsving sammen med bl.a. Lars Le Dous og Jens Korse. Selvsving genopstod på P1 2006-2016. Programmet var en fast del af P1 morgen hver fredag, hvor Zahle bl.a. lagde stemme til parodien på Anders Fogh.
I 1996 spillede han trommer på et nummer på Østkyst Hustlers andet studiealbum Fuld Af Løgn, der vandt adskillige priser ved Danish Music Awards. Han bidrog ligeledes til gruppens næste album, Så Hold Dog Kæft som udkom i 1998. Han spillede også med i musikvideoen til sangen "Står Her Endnu", som en lejemorder, der forsøger at skyde gruppens medlemmer i Københavns Lufthavn.
I 1999 var han idémanden og manuskriptforfatteren bag Bertelsen – DR2’s talkshow, der havde Mikael Bertelsen som vært. I 2002 stod han bag De uaktuelle nyheder, begge programmer som han også selv medvirkede i.
Han har skrevet manuskriptet til flere børneprogrammer, bl.a. Sku’ du spørge fra nogen fra 1994 (som han også var vært på), tv-serien Max 2007/2008, og børneteaterforestillinger. Ligesom han har skrevet flere klummer i Femina.
Oliver Zahle har skrevet flere bøger til børn: bl.a. romanen Elefantstenen fra 2014 om en ensom tyk dreng og hans magiske sten. Bogen blev nomineret til Orla Prisen. I 2015 udkom den selvbiografiske billedbog om den kræsne dreng, Ymerdrengen. Sammen med sin bror Kristian Mørk har han skrevet roman-serien om superhelte-detektiven Spiloppo, hvor der foreløbig er kommet tre bøger: Spiloppo - ingen tager en klovn alvorligt (2016), Spiloppo - med skurke på skattejagt (2017) og Spiloppo - blødt brød og bankrøvere (2018).
I 2007 skrev han og instruerede kortfilmen Fremkaldt, med Ulrich Thomsen i hovedrollen. Filmen blev nomineret til en Robert for årets bedste kortfilm. Zahle var vært ved uddelingen af samme filmpris i 2014.
I 2016 debuterede han som spillefilmsinstruktør med børnefilmen Iqbal og superchippen. Filmen blev nomineret til to Robert statuetter og udtaget til flere filmfestivaler for børne- og ungdomsfilm. Filmen blev tildelt Svend Prisen for årets danske børnefilm i 2017. I 2018 instruerede han den tredje film i serien om Iqbal, Iqbal & Den Indiske Juvel, der bl.a. blev nomineret til Blockbuster Publikumspris ved Robertfesten i 2019.
Han har også instrueret den prisbelønnede tv-serie Pendlerkids, der er produceret i tre sæsoner fra 2012-2014 til DR Ramasjang.
Han var kapelmester og trommeslager for DR2’s Underholdningsorkester i Bertelsens – DR2’s talkshow og spillede også trommer og var sangskriver i det hedengangne orkester Herredømmet. Et orkester, hvis sange udelukkende handlede om mænds genvordigheder med kvinder. Orkesteret bestod ud over Oliver Zahle (trommer, kor) af Tobias Trier (Guitar, Sang), Kenneth Thordal (guitar, Key, sang) og Carsten Lykke (bas, sang).
Han spiller nu sammen med Carsten Lykke i duoen Lortelykke - som er en slags musikalsk Woody Allen. Han begyndte sin musikalske karriere i slutningen af 1980'erne i bandet Soul'd Out, sammen med blandt andet sangerne Jakob Illeborg og Laura Illeborg i front.
Sammen med Karsten Andersen og Jens Korse drev han produktionsselskabet Hurlumhejhuset I/S fra 2003-2017, der har produceret flere tv-programmer.
Siden 2014 har Zahle været medlem af bestyrelsen for Danmarks Film Akademi.
Oliver Zahle holder også foredrag om den kreative arbejdsproces med udgangspunkt i sit eget arbejde.

## Anerkendelser
- Svend Prisen i kategorien Årets Børnefilm for Iqbal & Superchippen
- Nordisk Råds mediepris for Børneradio (1992)
- Prix de Jeunesse for Sku’ du spørge fra nogen (1994)
- Nat og Dag prisen for Bertelsen - DR2's Talkshow (2000)
- TV-prisen i kategorien Årets Bedste TV-program for De Uaktuelle Nyheder (2002)
- Zulu Awards i kategorien Årets Bedste TV-Program for De Uaktuelle Nyheder (2002)
- TV-prisen i kategorien Årets Bedste Børnprogram for tv-serien Max (2007)
- Pitch Me Baby - Odense Film Festivals pitchkonkurrence for Elefantstenen (2010)
- Nordisk Barnemedie Festivals Pris, i kategorien nordens bedste børnetv-serie for større børn for Pendlerkids (2013)
- TV-Prisen - i kategorien årets bedste børne-tvprogram for Pendlerkids (2014)
- Rockie Awards ved Banff World Media Festival, Canada i kategorien Bedste fiktion til børn for Pendlerkids. (2014)
- The True Award – i kategorien årets bedste danske internet-reklamefilm for Efterskolefilmen (2015)
- Har modtaget flere arbejdslegater fra Statens Kunstfond - både fra film og litteraturudvalget (2006-2017)

## Filmografi
- Et rigtigt menneske (2001)
- Fremkaldt (2007)
- Iqbal og superchippen (2016)
- Iqbal & Den Indiske Juvel (2016)

### Som manuskriptforfatter
- Badespot (1992)
- Sku’ du spørge fra nogen (1994)
- Forunderlige Frede (1996)
- Bertelsen – DR2’s talkshow (1999)
- Dødsjov (2000)
- Find dig selv (2000)
- Bånd på livet (2000)
- Hypokonder (2001)
- De uaktuelle nyheder (2002)
- Zahle's Top 10 (2003)
- Sportens Top 10 (2003)
- Fjernsyn for voksne (2004-2005)
- Max (2007-2008)
- Fremkaldt (2007)
- Krysters Kartel (2009)
- Jensen & Jensen (2011)
- Den Bitre Ende: Med Bruun og Trangbæk (2012)
- Piggy (2012)
- Pendlerkids (2012-2015)
- Selvsving Galla (2015)